# Großer Trögler
De Große Trögler is een 2902 meter hoge berg in de Stubaier Alpen in het Oostenrijkse Tirol, niet ver van de grens met het Italiaanse Zuid-Tirol.
Boven op de berg is een gipfelkreuz geplaatst. De top van de Große Trögler is vanaf het liftstation Fernau van de Stubaier Gletscherbahn beklimmen. Ook de Dresdner Hütte of de Sulzenauhütte kunnen dienen als startpunt naar de top van de berg. Vlak bij de Große Trögler ligt de hoogste berg van de Stubaier Alpen, de Zuckerhütl.
De wandelroute over de top is moeilijk, vooral vanwege de moeilijke en soms gevaarlijke afdaling richting Sulzenau Hütte. Op 30 juli 2010 vond er een ongeluk plaats bij een afdaling waarbij een 15-jarige Duitse jongen om het leven kwam. Op 22 augustus 2017 vond er ook ongeluk plaats op de klim van de Dresdner Hütte naar de Große Trögler, hierbij kwam een 58-jarige Fransman om het leven.

## Voetnoot
1. ↑  https://www.tt.com/csp/cms/sites/tt/Nachrichten/1072991-2/15-j%C3%A4hriger-deutscher-bei-bergtour-t%C3%B6dlich-verungl%C3%BCckt.csp
2. ↑  (de) Zwei Wanderer tödlich abgestürzt. tirol.orf.at (22 augustus 2017). Gearchiveerd op 19 juli 2023. Geraadpleegd op 11 september 2020.